# Aldyr Schlee
Aldyr Garcia Schlee (Jaguarão, 22 de novembro de 1934 – Pelotas, 15 de novembro de 2018) foi um escritor, jornalista, tradutor, desenhista e professor universitário brasileiro. Filho de um imigrante alemão com uma nativa da fronteira Brasil-Uruguai, suas especialidades são a criação literária, a literatura uruguaia e gaúcha, a identidade cultural e as relações fronteiriças. Foi o idealizador da Camisa Canarinho, uniforme principal da seleção brasileira desde 1952.

## Biografia
Doutor em Ciências Humanas, publicou vários livros de contos e participou de antologias, de contos e de ensaios. Alguns livros seus foram primeiramente publicados no Uruguai pela editora Banda Oriental. Traduziu a importante obra "Facundo", do escritor argentino Domingos Sarmiento, fez a edição crítica da obra do escritor pelotense João Simões Lopes Neto, quando estabeleceu a linguagem. Foi planejador gráfico do jornal Última Hora, repórter e redator. Criou o jornal Gazeta Pelotense; ganhou o Prêmio Esso de Jornalismo, foi fundador da Faculdade de Jornalismo da Universidade Católica de Pelotas (UCPel), de onde foi expulso após o golpe militar de 1964 quando foi preso e respondeu a vários IPMs; foi professor de Direito Internacional da Faculdade de Direito da Universidade Federal de Pelotas (UFPel), por mais de trinta anos onde foi também pró-reitor de Extensão e Cultura. Foi torcedor do Brasil de Pelotas, clube que chegou a ser tema do conto "Empate", publicado em "Contos de futebol". Também era simpatizante do Cruzeiro de Porto Alegre, tendo um time de futebol de botão com os escudos do Cruzeiro.(http://www.terra.com.br/istoegente/337/reportagens/aldyr_schlee.htm)
Criou o uniforme verde e amarelo da seleção brasileira de futebol, mais conhecido como Camisa Canarinho. Em 1953, então com 18 anos, desenhando e fazendo caricaturas para jornais de Pelotas, criou o modelo e o inscreveu no concurso que  venceu 201 candidatos, promovido pelo jornal carioca Correio da Manhã para a escolha do novo uniforme da seleção, com análise durante o mês de novembro e cujo resultado final foi divulgado somente em 15 de dezembro, pelo próprio Correio da Manhã.  Após o concurso, a então Confederação Brasileira de Desportos (CBD) oficializou o uniforme. Como prêmio, Aldyr ganhou o equivalente a vinte mil reais e um estágio no Correio da Manhã, no Rio de Janeiro, onde pode conhecer e conviver com figuras expoentes do jornalismo da época como Nélson Rodrigues, Antônio Callado, Millôr Fernandes e Samuel Wainer.
Recebeu duas vezes o prêmio da Bienal Nestlé de Literatura Brasileira e foi cinco vezes premiado com o Prêmio Açorianos de Literatura. Em novembro de 2009 publicou "Os limites do impossível, os contos gardelianos" pela editora ARdoTEmpo e em 2010, pela mesma editora, o romance "Don Frutos", ano em que foi também destacado com o Prêmio Fato Literário de 2010..
Viveu em um sítio em Capão do Leão, município vizinho de Pelotas. Teve três filhos, três netos e seu passatempo era o futebol de botão, cujo time "veste" a camiseta do Esporte Clube Cruzeiro de Porto Alegre, com a escalação dos anos 1960 (Pitico, Didi Pedalada...).   
Morreu em 15 de novembro de 2018, vítima de câncer aos 83 anos. Pelotas decretou luto oficial, pelo falecimento do jornalista 